# Llista de topònims de Torroella de Fluvià
Llista de topònims (noms propis de lloc) del municipi de Torroella de Fluvià, a l'Alt Empordà
Informació actualitzada per un bot. Els canvis manuals es perdran quan s'actualitzi!

## casa
| imatge | Nom                              | Ubicat a             | instància de | Detalls                                         | coordenades                                                                                                   | Protecció                                  | Commons (més fotos)                           | Dades a WD                    |
| ------ | -------------------------------- | -------------------- | ------------ | ----------------------------------------------- | --- | ------------------------------------------ | --------------------------------------------- | ----------------------------- |
|        | Cal Sastre                       | Torroella de Fluvià  | casa         | Estil: arquitectura gòtica arquitectura popular | 42° 10′ 32″ N, 3° 02′ 26″ E / 42.1755°N,3.04065°E 9 msnm                                                      | bé integrant del patrimoni cultural català | Cal Sastre (Torroella de Fluvià)              | Modifica les dades a Wikidata |
|        | Cal Sopa                         | Torroella de Fluvià  | casa         |                                                 | 42° 10′ 32″ N, 3° 02′ 27″ E / 42.175638°N,3.04077°E                                                           | bé integrant del patrimoni cultural català | Cal Sopa                                      | Modifica les dades a Wikidata |
|        | Can Bardem                       | Torroella de Fluvià  | casa         | Estil: arquitectura popular                     | 42° 10′ 31″ N, 3° 02′ 26″ E / 42.1754°N,3.04065°E ca:Carrer de la Força, 9 9 msnm                             | bé integrant del patrimoni cultural català | Can Bardem                                    | Modifica les dades a Wikidata |
|        | Can Maset                        | Torroella de Fluvià  | casa         | Estil: arquitectura popular                     | 42° 10′ 31″ N, 3° 02′ 27″ E / 42.1753°N,3.04095°E ca:Carrer de Vilamacolum                                    | bé integrant del patrimoni cultural català |                                               | Modifica les dades a Wikidata |
|        | Can Pau                          | Torroella de Fluvià  | casa         | Estil: arquitectura popular 14th century        | 42° 10′ 30″ N, 3° 02′ 27″ E / 42.174927°N,3.040739°E ca:Pl. de l'Ajuntament 9 msnm                            | bé integrant del patrimoni cultural català | Can Pau (Torroella de Fluvià)                 | Modifica les dades a Wikidata |
|        | ca l'Albanyà                     | Torroella de Fluvià  | casa         | Estil: arquitectura popular 17th century        | 42° 10′ 29″ N, 3° 02′ 25″ E / 42.174715°N,3.040297°E ca:C. Sant Pere Pescador, 33, Torroella de Fluvià 9 msnm | bé integrant del patrimoni cultural català | Ca l'Albanyà                                  | Modifica les dades a Wikidata |
|        | can Miqueló                      | Torroella de Fluvià  | casa         | Estil: arquitectura popular 16th century        | 42° 10′ 30″ N, 3° 02′ 27″ E / 42.175012°N,3.040872°E ca:Pl. de l'Ajuntament 9 msnm                            | bé integrant del patrimoni cultural català | Can Miqueló (Torroella de Fluvià)             | Modifica les dades a Wikidata |
|        | casa al carrer de l'Església, 11 | Sant Tomàs de Fluvià | casa         | Estil: arquitectura popular 18th century        | 42° 10′ 55″ N, 3° 00′ 36″ E / 42.181909°N,3.009992°E ca:C. de l'Església, 11 - Sant Tomàs de Fluvià 34 msnm   | bé integrant del patrimoni cultural català | Casa al carrer de l'Església, 11 (Sant Tomàs) | Modifica les dades a Wikidata |
|        | casa al carrer de l'Església, 13 | Sant Tomàs de Fluvià | casa         | Estil: arquitectura eclèctica 19th century      | 42° 10′ 54″ N, 3° 00′ 35″ E / 42.181797°N,3.00972°E ca:C. de l'Església 13 - Sant Tomàs de Fluvià 34 msnm     | bé integrant del patrimoni cultural català | Casa al carrer de l'Església, 13 (Sant Tomàs) | Modifica les dades a Wikidata |

## entitat singular de població
| imatge | Nom                  | Ubicat a            | instància de                                                                   | Detalls | coordenades                                                               | Protecció | Commons (més fotos)  | Dades a WD                    |
| ------ | -------------------- | ------------------- | ------------------------------------------------------------------------------ | ------- | ------------------------------------------------------------------------- | --------- | -------------------- | ----------------------------- |
|        | Palol de Fluvià      | Torroella de Fluvià | entitat singular de població ens local històric de Catalunya                   | 0 hab   | 42° 10′ 01″ N, 3° 00′ 48″ E / 42.166818985925°N,3.0133983230969°E 22 msnm |           |                      | Modifica les dades a Wikidata |
|        | Sant Tomàs de Fluvià | Torroella de Fluvià | entitat singular de població ens local històric de Catalunya                   | 34 hab  | 42° 10′ 52″ N, 3° 00′ 37″ E / 42.18124444°N,3.01029444°E 33 msnm          |           | Sant Tomàs de Fluvià | Modifica les dades a Wikidata |
|        | Torroella de Fluvià  | Torroella de Fluvià | entitat singular de població ens local històric de Catalunya capital municipal | 224 hab | 42° 10′ 31″ N, 3° 02′ 25″ E / 42.17522°N,3.04025°E 9 msnm                 |           |                      | Modifica les dades a Wikidata |
|        | Vilacolum            | Torroella de Fluvià | entitat singular de població ens local històric de Catalunya                   | 461 hab | 42° 11′ 39″ N, 3° 02′ 11″ E / 42.1943°N,3.03634°E 10 msnm                 |           | Vilacolum            | Modifica les dades a Wikidata |
|        | els Masos            | Torroella de Fluvià | entitat singular de població                                                   | 38 hab  | 42° 11′ 48″ N, 3° 01′ 58″ E / 42.196535860698°N,3.0327837218022°E 11 msnm |           |                      | Modifica les dades a Wikidata |
|        | la Bomba             | Torroella de Fluvià | entitat singular de població                                                   | 13 hab  | 42° 12′ 31″ N, 3° 02′ 03″ E / 42.208528°N,3.034194°E 3 msnm               |           |                      | Modifica les dades a Wikidata |

## església
| imatge | Nom                              | Ubicat a                       | instància de     | Detalls                      | coordenades | Protecció                                  | Commons (més fotos)              | Dades a WD                    |
| ------ | -------------------------------- | ------------------------------ | ---------------- | ---------------------------- | --- | ------------------------------------------ | -------------------------------- | ----------------------------- |
|        | Sant Cebrià de Torroella         | Torroella de Fluvià            | església         | Estil: arquitectura romànica | 42° 10′ 26″ N, 3° 02′ 42″ E / 42.174°N,3.04506°E                                                                    | bé integrant del patrimoni cultural català | Sant Cebrià de Torroella         | Modifica les dades a Wikidata |
|        | Sant Esteve de Vilacolum         | Torroella de Fluvià            | església         | Estil: arquitectura popular  | 42° 11′ 41″ N, 3° 02′ 14″ E / 42.1947°N,3.03712°E ca:Vilacolum                                                      | bé integrant del patrimoni cultural català | Sant Esteve de Vilacolum         | Modifica les dades a Wikidata |
|        | Sant Feliu                       | Torroella de Fluvià            | església capella |                              | 42° 12′ 39″ N, 3° 03′ 03″ E / 42.210939242421°N,3.0509632239081°E                                                   |                                            |                                  | Modifica les dades a Wikidata |
|        | Sant Feliu de Guàrdia            | Torroella de Fluvià la Guàrdia | església         |                              | 42° 12′ 39″ N, 3° 03′ 00″ E / 42.210838280065°N,3.05002200354275°E                                                  |                                            |                                  | Modifica les dades a Wikidata |
|        | Sant Genís                       | Torroella de Fluvià            | església         |                              | 42° 10′ 05″ N, 3° 00′ 49″ E / 42.1680411045116°N,3.01361995820385°E                                                 |                                            |                                  | Modifica les dades a Wikidata |
|        | Sant Martí de Canyà              | Torroella de Fluvià            | església         |                              | 42° 11′ 15″ N, 3° 00′ 38″ E / 42.187521°N,3.010606°E                                                                |                                            |                                  | Modifica les dades a Wikidata |
|        | església de Sant Tomàs de Fluvià | Torroella de Fluvià            | església         | Estil: arquitectura romànica | 42° 10′ 52″ N, 3° 00′ 35″ E / 42.1811°N,3.00964°E ca:Camí que surt de la ctra. de Torroella a Sant Miquel de Fluvià | bé cultural d'interès nacional             | Església de Sant Tomàs de Fluvià | Modifica les dades a Wikidata |

## granja
| imatge | Nom          | Ubicat a            | instància de | Detalls | coordenades                                                         | Protecció | Commons (més fotos) | Dades a WD                    |
| ------ | ------------ | ------------------- | ------------ | ------- | ------------------------------------------------------------------- | --------- | ------------------- | ----------------------------- |
|        | Granja Llop  | Torroella de Fluvià | granja       |         | 42° 11′ 21″ N, 3° 02′ 10″ E / 42.1891741870117°N,3.0362108768887°E  |           |                     | Modifica les dades a Wikidata |
|        | Granja Serra | Torroella de Fluvià | granja       |         | 42° 10′ 38″ N, 3° 02′ 07″ E / 42.1771149454522°N,3.03524743597246°E |           |                     | Modifica les dades a Wikidata |

## masia
| imatge | Nom                 | Ubicat a                       | instància de | Detalls                                         | coordenades                                                                                  | Protecció                                  | Commons (més fotos)               | Dades a WD                    |
| ------ | ------------------- | ------------------------------ | ------------ | ----------------------------------------------- | -------------------------------------------------------------------------------------------- | ------------------------------------------ | --------------------------------- | ----------------------------- |
|        | Can Bosc            | Torroella de Fluvià            | masia        |                                                 | 42° 11′ 23″ N, 3° 02′ 12″ E / 42.1896603575448°N,3.03675613828668°E                          |                                            |                                   | Modifica les dades a Wikidata |
|        | Can Bru             | Torroella de Fluvià            | masia        |                                                 | 42° 11′ 43″ N, 3° 01′ 57″ E / 42.1953446832716°N,3.03241128168646°E                          |                                            |                                   | Modifica les dades a Wikidata |
|        | Can Casalots        | Torroella de Fluvià            | masia        |                                                 | 42° 10′ 28″ N, 3° 01′ 27″ E / 42.1744609394927°N,3.0241188447548°E                           |                                            |                                   | Modifica les dades a Wikidata |
|        | Can Còdol           | Torroella de Fluvià            | masia        |                                                 | 42° 10′ 25″ N, 3° 02′ 56″ E / 42.1735703945981°N,3.0489755810677°E                           |                                            |                                   | Modifica les dades a Wikidata |
|        | Can Ferrer          | Torroella de Fluvià            | masia        |                                                 | 42° 10′ 35″ N, 3° 02′ 20″ E / 42.1763752029483°N,3.03901268121205°E                          |                                            |                                   | Modifica les dades a Wikidata |
|        | Can Fortuny         | Torroella de Fluvià            | masia        |                                                 | 42° 10′ 43″ N, 3° 03′ 03″ E / 42.178516663403°N,3.0509371815066°E                            |                                            |                                   | Modifica les dades a Wikidata |
|        | Can Fàbrega         | Torroella de Fluvià            | masia        | Estil: arquitectura gòtica arquitectura popular | 42° 11′ 41″ N, 3° 02′ 15″ E / 42.1946°N,3.03744°E 7 msnm                                     | bé integrant del patrimoni cultural català | Can Fàbrega (Torroella de Fluvià) | Modifica les dades a Wikidata |
|        | Can Guineia         | Torroella de Fluvià            | masia        | Estil: arquitectura popular                     | 42° 10′ 28″ N, 3° 02′ 41″ E / 42.1744°N,3.04481°E ca:Carrer de Sant Pere Pescador, 11        | bé integrant del patrimoni cultural català |                                   | Modifica les dades a Wikidata |
|        | Can Josep Solà      | Torroella de Fluvià            | masia        |                                                 | 42° 11′ 27″ N, 3° 02′ 14″ E / 42.1907949916539°N,3.0372775673674°E                           |                                            |                                   | Modifica les dades a Wikidata |
|        | Can Moradell        | Torroella de Fluvià            | masia        |                                                 | 42° 10′ 40″ N, 3° 01′ 06″ E / 42.1777403380844°N,3.01832012927782°E                          |                                            |                                   | Modifica les dades a Wikidata |
|        | Can Sala            | Torroella de Fluvià            | masia        |                                                 | 42° 10′ 19″ N, 3° 01′ 37″ E / 42.1718304531897°N,3.02690253633337°E                          |                                            |                                   | Modifica les dades a Wikidata |
|        | Can Testard         | Torroella de Fluvià            | masia        |                                                 | 42° 10′ 50″ N, 3° 01′ 52″ E / 42.1804394627896°N,3.03124120521682°E                          |                                            |                                   | Modifica les dades a Wikidata |
|        | Can Xapalina        | Torroella de Fluvià            | masia        |                                                 | 42° 10′ 37″ N, 3° 01′ 48″ E / 42.1768822418162°N,3.03011338098166°E                          |                                            |                                   | Modifica les dades a Wikidata |
|        | Casa Mallol         | Torroella de Fluvià            | masia        |                                                 | 42° 10′ 36″ N, 3° 02′ 25″ E / 42.176762016959°N,3.04034483112753°E                           |                                            |                                   | Modifica les dades a Wikidata |
|        | Casa Rossendo       | Torroella de Fluvià            | masia        |                                                 | 42° 10′ 55″ N, 3° 02′ 35″ E / 42.1819036255621°N,3.04319377886486°E                          |                                            |                                   | Modifica les dades a Wikidata |
|        | Casa dels Francesos | Torroella de Fluvià            | masia        |                                                 | 42° 11′ 38″ N, 3° 02′ 19″ E / 42.1939918342045°N,3.03853905030856°E                          |                                            |                                   | Modifica les dades a Wikidata |
|        | Mas Bru             | Torroella de Fluvià            | masia        |                                                 | 42° 10′ 59″ N, 3° 02′ 42″ E / 42.183022339111°N,3.044886111897°E                             |                                            |                                   | Modifica les dades a Wikidata |
|        | Mas Ministral       | Torroella de Fluvià            | masia        |                                                 | 42° 11′ 31″ N, 3° 02′ 18″ E / 42.1918123271419°N,3.03844083694779°E                          |                                            |                                   | Modifica les dades a Wikidata |
|        | Mas Palol           | Torroella de Fluvià            | masia        | Estil: historicisme arquitectònic               | 42° 10′ 05″ N, 3° 00′ 48″ E / 42.168178°N,3.013319°E                                         | bé integrant del patrimoni cultural català |                                   | Modifica les dades a Wikidata |
|        | Mas Sastre          | Torroella de Fluvià            | masia        | Estil: arquitectura popular                     | 42° 10′ 30″ N, 3° 02′ 26″ E / 42.175°N,3.04051°E ca:Carrer de Sant Pere Pescador, 25 10 msnm | bé integrant del patrimoni cultural català | Mas Sastre (Torroella de Fluvià)  | Modifica les dades a Wikidata |
|        | el Clos             | Torroella de Fluvià            | masia        |                                                 | 42° 10′ 34″ N, 3° 02′ 26″ E / 42.1760413990985°N,3.04064707697755°E                          |                                            |                                   | Modifica les dades a Wikidata |
|        | l'Escarxofa         | Torroella de Fluvià            | masia        |                                                 | 42° 10′ 41″ N, 3° 03′ 00″ E / 42.1780371346283°N,3.04997192745613°E                          |                                            |                                   | Modifica les dades a Wikidata |
|        | la Casanova         | Torroella de Fluvià            | masia        |                                                 | 42° 11′ 40″ N, 3° 02′ 19″ E / 42.194478165419°N,3.03857568079402°E                           |                                            |                                   | Modifica les dades a Wikidata |
|        | la Casavella        | Torroella de Fluvià            | masia        |                                                 | 42° 11′ 27″ N, 3° 02′ 15″ E / 42.1907048609142°N,3.03748340061264°E                          |                                            |                                   | Modifica les dades a Wikidata |
|        | la Guàrdia          | Torroella de Fluvià la Guàrdia | masia        |                                                 | 42° 12′ 39″ N, 3° 03′ 00″ E / 42.210838280065°N,3.05002200354275°E                           |                                            |                                   | Modifica les dades a Wikidata |
|        | la Rajoleria        | Torroella de Fluvià            | masia        |                                                 | 42° 11′ 06″ N, 3° 00′ 16″ E / 42.1849648378092°N,3.00432321925242°E                          |                                            |                                   | Modifica les dades a Wikidata |

## Misc
| imatge | Nom                                | Ubicat a                                | instància de                       | Detalls                                                 | coordenades                                                                                              | Protecció                                            | Commons (més fotos)                 | Dades a WD                    |
| ------ | ---------------------------------- | --------------------------------------- | ---------------------------------- | ------------------------------------------------------- | --- | ---------------------------------------------------- | ----------------------------------- | ----------------------------- |
|        | Ajuntament de Torroella de Fluvià  | Torroella de Fluvià                     | casa consistorial                  | Estil: arquitectura popular                             | 42° 10′ 30″ N, 3° 02′ 28″ E / 42.174913°N,3.041236°E ca:Plaça de l'Ajuntament 9 msnm                     | bé integrant del patrimoni cultural català           | Ajuntament de Torroella de Fluvià   | Modifica les dades a Wikidata |
|        | Centre Social                      | Torroella de Fluvià                     | edifici                            | Estil: arquitectura popular 20th century                | 42° 10′ 29″ N, 3° 02′ 28″ E / 42.174683°N,3.041005°E ca:Pl. de l'Ajuntament 9 msnm                       | bé integrant del patrimoni cultural català           | Centre Social (Torroella de Fluvià) | Modifica les dades a Wikidata |
|        | Estany de Vilacolum                | Vilacolum                               | llac                               |                                                         | 42° 11′ 51″ N, 3° 01′ 34″ E / 42.1975°N,3.02612°E -1.1 msnm                                              |                                                      |                                     | Modifica les dades a Wikidata |
|        | Fluvià                             | Comarques gironines província de Girona | curs d'aigua                       | Desemboca: mar Mediterrània Llarg: 70km Conca: 973.8km² | 42° 05′ 36″ N, 2° 27′ 33″ E / 42.0934°N,2.4591°E 42° 12′ 07″ N, 3° 06′ 38″ E / 42.2019°N,3.1106°E 2 msnm |                                                      | Fluvià                              | Modifica les dades a Wikidata |
|        | La Força                           | Torroella de Fluvià                     | torre de defensa                   | Estil: arquitectura popular 13rd century                | 42° 10′ 29″ N, 3° 02′ 26″ E / 42.1746°N,3.04056°E ca:Carrer la Força, Torroella de Fluvià 9 msnm         | bé d'interès cultural bé cultural d'interès nacional | La Força (Torroella de Fluvià)      | Modifica les dades a Wikidata |
|        | Nucli antic de Torroella de Fluvià | Torroella de Fluvià                     | centre històric                    |                                                         | 42° 10′ 31″ N, 3° 02′ 26″ E / 42.17519°N,3.04063°E                                                       | bé integrant del patrimoni cultural català           | Nucli antic de Torroella de Fluvià  | Modifica les dades a Wikidata |
|        | Puig de l'Estany                   | Torroella de Fluvià                     | muntanya                           |                                                         | 42° 11′ 48″ N, 3° 01′ 01″ E / 42.1967°N,3.01696°E 28.8 msnm                                              |                                                      |                                     | Modifica les dades a Wikidata |
|        | Recinte fortificat de Vilacolum    | Torroella de Fluvià                     | muralla urbana                     | Estil: arquitectura popular 16th century                | 42° 11′ 40″ N, 3° 02′ 14″ E / 42.194343°N,3.037152°E ca:Carrer Josep Pont, Vilacolum 10 msnm             | bé d'interès cultural bé cultural d'interès nacional | Recinte fortificat de Vilacolum     | Modifica les dades a Wikidata |
|        | Rectoria de Vilacolum              | Torroella de Fluvià                     | rectoria                           | Estil: arquitectura gòtica arquitectura popular         | 42° 11′ 39″ N, 3° 02′ 12″ E / 42.1942°N,3.0368°E 9 msnm                                                  | bé integrant del patrimoni cultural català           | Rectoria de Vilacolum               | Modifica les dades a Wikidata |
|        | la Guàrdia                         | Torroella de Fluvià                     | ens local històric de Catalunya    |                                                         | 42° 12′ 39″ N, 3° 03′ 00″ E / 42.210838280065°N,3.05002200354275°E                                       |                                                      |                                     | Modifica les dades a Wikidata |
|        | pedrera de Vilacolum               | Torroella de Fluvià                     | zona humida jaciment paleontològic |                                                         | 42° 11′ 36″ N, 3° 01′ 42″ E / 42.1934°N,3.02835°E                                                        |                                                      |                                     | Modifica les dades a Wikidata |
|        | xemeneia la Bomba                  | Torroella de Fluvià                     | xemeneia de fàbrica                |                                                         | | bé integrant del patrimoni cultural català           |                                     | Modifica les dades a Wikidata |